# William Gómez
 William Gómez Vargas (Barrio El Carmen, Alajuela, 17 de junio de 1950 - Alajuela, 11 de septiembre de 2012), fue un periodista costarricense, que fundó el Grupo Extra.

## Trayectoria
Nació en el Barrio El Carmen de Alajuela; hijo de Arnoldo Gómez Bermúdez y Carmen Vargas Villalobos. El divorcio de sus padres y los negocios de su familia materna lo obligaron a cursar sus estudios primarios tanto en escuelas nacionales como de Centroamérica, pero sus estudios secundarios los realizó en el Colegio Vocacional Jesús Ocaña Rojas, donde obtuvo su título con énfasis en contabilidad.
Debido a que su padre era de San José, y contaba con la amistad con la familia Borrasé, tuvo la oportunidad de integrarse a trabajar en La Prensa Libre en 1969 como controlador de anuncios. Pocos meses después fue ascendido a Jefe de Anuncios, posteriormente a Gerente de Ventas y finalmente a Gerente Administrativo.
Durante ese lapso fue presidente por cinco años de la Cooperativa de Empleados de la Prensa Libre, Prelimbo, hasta que finalmente renunció. Mientras laboraba en el decano nacional desarrolló una empresa de suplementos llamada Publicaciones Nacionales S.A., Publinac.
En agosto de 1978 desapareció en el país un periódico de entonces llamado La Hora y José Andrés Borrasé Taylor (q.d.D.g) amigo personal de William, en ese momento gerente de un taller de impresión de nombre Impresora Costarricense, donde se editaba La Prensa Libre, La República, semanarios y diarios rurales, le plantea la idea a Gómez de crear un  nuevo periódico. Así nació Diario Extra (Costa Rica). 
Inicialmente William no se integró más que indirectamente en el aspecto administrativo, pero en agosto de 1979 como el proyecto no despegaba renuncia a su cargo en La Prensa Libre y asume de lleno la administración de Extra y su supervisión periodística. 
El nombre de la empresa es Sociedad Periodística Extra Limitada y su capital, al momento de su creación se dividía en 50% para cada uno, José Andrés Borrasé y William Gómez.
Durante los primeros tres años la Extra es financiada mediante la empresa Publinac, editando suplementos en La Prensa Libre, pero una vez transcurrido este periodo Diario Extra comienza a generar ganancias e inicia un ininterrumpido crecimiento. 
Cinco años después, de común acuerdo, Gómez le compra el 50% de las acciones a José Andrés y las distribuye entre su familia.
Posteriormente incursionó en la televisión, adquiriendo la frecuencia para el Canal 42 y su repetidora Canal 69, además de Radio América 780 AM y Radio Cartago 850 AM para finalmente comprar La Prensa Libre, medios que actualmente, junto con Diario Extra, conforman el Grupo Extra.
Gómez, siendo estudiante de secundaria completó estudios por correspondencia de técnico en Electrónica en la Hempill Schools, se graduó en contabilidad en el Vocacional de Alajuela, obtuvo un diplomado en Publicidad y licenciatura en periodismo en la UACA y, en la Universidad Metodista, la licenciatura en Derecho y en mayo de 2012 se incorporó al colegio de Abogados.
Desde que inició sus estudios secundarios ha residido en Alajuela, se casó con también alajuelense Flory Quesada Núñez y de este hogar nacieron tres hijas, Catalina, Gabriela e Iary, esta última la actual subgerente general del Grupo Extra.

## Deporte
Se casó con una deportista y en sus tiempos fue portero, jugador de voleibol y de baloncesto. Ese amor lo llevó siempre en sus venas, tanto que en su momento, junto al hoy Ministro de Deportes, William Corrales, quién era el presidente, formó parte de la directiva de Asociación Costarricense de Voleibol, como su secretario. Pero su amor era tan grande que alcanzaba para más. Y lo demostró colaborando para los Ministerios de Cultura y Juventud, así como con el de Seguridad Pública, y por supuesto con la educación nacional mediante proyectos como Aula Abierta de Diario Extra. Fue un fiel seguidor de la Liga Deportiva Alajuelense, la Sele y la Selección de Alemania. Además fue el primer periodista en llamar Monstruo a la mascota del Deportivo Saprissa. 

## Fallecimiento
Gómez falleció el 11 de septiembre del 2012 a la edad de 62 años víctima de un cáncer en su casa en Alajuela a las 3:40 de la tarde.